# Józef Nachbar
Józef Nachbar (ur. 1819 w Bonicach (powiat średzki) lub Blumenau pod Kątami Wrocławskimi (Canth), zm. 28 listopada 1893 w Pyskowicach) – polski pedagog, kompozytor.
Uczęszczał do gimnazjum w Zgorzelcu i seminarium w Poznaniu. W 1839 był nauczycielem w Babimoście. Studiował na akademii muzyki w Berlinie. Przez cztery lata był kapelmistrzem w katedrze gnieźnieńskiej. Od 1846 był nauczycielem muzyki w Królewskim Seminarium Nauczycielskim w Paradyżu (obecnie Gościkowo). W 1856 skompilował swoje największe dzieło – zbiór partytur Chorał : czyli dostateczny zbiór melodyj do przeszło 700 pieśni katolickich w języku polskim. Publikował w piekarskim „Zwiastunie Górnośląskim”. Zmarł w Pyskowicach 28 listopada 1893.

## Publikacje
- 1856 partytury Chorał : czyli dostateczny zbiór melodyj do przeszło 700 pieśni katolickich w języku polskim